# Tranvia Torino-Pianezza/Druento
La tranvia Torino-Pianezza, con diramazione Cravetta-Druento, era una linea tranviaria interurbana che collegò le città di Torino, Pianezza e Druento dal 1884 al 1951.

## Storia

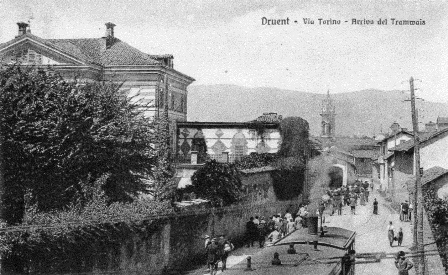
Druento, tram in arrivo

Sin dagli anni Settanta del XIX secolo gli abitanti di Druent richiesero l'istituzione di una ferrovia economica che congiungesse la città a Torino, cui si dovette rinunciare per via degli elevati costi, ripiegando nel 1878 sull'istituzione di una linea di omnibus a cavalli.
Il 18 maggio 1884 la Società delle Tramvie Occidentali G.B. Chiambretto e C., costituita da Gian Battista Chiambretto e dai fratelli Marocco, attivò la tranvia a vapore Torino-Lucento-Cravetta-Pianezza con diramazione Cravetta-Druent; l'inaugurazione ufficiale, prevista per il successivo 6 luglio, fu rinviata al 13 per la ritardata consegna del materiale rotabile. Il 7 luglio 1888 fu inaugurata la tranvia Torino-Venaria Reale, che si diramava dalla Torino-Pianezza/Druent all'altezza di Lucento.
Con il passare degli anni, le linee delle "Tramvie Occidentali", mai rinnovate, suscitarono le lamentele delle popolazioni, tanto che salì agli onori delle cronache nel 1928 la sfida vinta con un minuto e mezzo di vantaggio dal podista Giuseppe Robino contro un convoglio tranviario sul percorso Torino-Druent. Nel 1929 le linee furono cedute alla Società Trazione Elettrica Piemontese (STEP) dei fratelli Ghigo, già concessionaria della tranvia Torino-Settimo, la quale, con il concorso dei comuni interessati, provvide ad ammodernare gli impianti e a sostituire le sfiancate locomotive a vapore e le logore carrozze con moderne elettromotrici: l'inaugurazione delle linee così ricostruite avvenne domenica 7 settembre 1930. La linea elettrificata permetteva di percorrere il tragitto Torino-Pianezza in 30 minuti, e il tragitto Torino-Druent in 45.
Durante la seconda guerra mondiale le linee Torino-Pianezza/Druento e Torino-Venaria Reale subirono solo lievi danni al materiale rotabile, ma i binari e i rotabili si logorarono in maniera sensibile, tanto da rendere il servizio inadatto ai bisogni di trasporto della cittadinanza.
Il 23 novembre 1951 le linee della STEP furono sostituite in via provvisoria da autobus dell'ATM di Torino. La soppressione fu resa definitiva dal Ministero dei trasporti con decreto ministeriale del 3 novembre 1954; lo stesso decreto autorizzava l'assorbimento della STEP da parte della SATTI.

## Caratteristiche
|  |  | Unknown route-map component "uexKBHFa" |

|  |  | Unknown route-map component "uexBHF" |

|  |  | Unknown route-map component "uexBHF" |

|  |  | Unknown route-map component "uexBHF" |

| Unknown route-map component "uexCONTgq" | Unused transverse waterway | Unknown route-map component "uexABZgr" |

|  |  | Unknown route-map component "uexBHF" |

|  |  | Unknown route-map component "uexBHF" |

|  |  | Unknown route-map component "uexBHF" |

|  | Unknown route-map component "uexSTR+l" | Unknown route-map component "uexABZgr" |

|  | Unused straight waterway | Unknown route-map component "uexBHF" |

|  | Unused straight waterway | Unknown route-map component "uexBHF" |

|  | Unused straight waterway | Unknown route-map component "uexKBHFe" |

|  | Unused straight waterway |

|  | Unknown route-map component "uexBHF" |

|  | Unknown route-map component "uexBHF" |

|  | Unknown route-map component "uexBHF" |

|  | Unknown route-map component "uexBHF" |

|  | Unknown route-map component "uexBHF" |

|  | Unknown route-map component "uexBHF" |

|  | Unknown route-map component "uexKBHFe" |

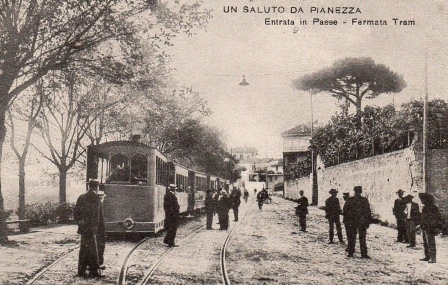
Pianezza, capolinea

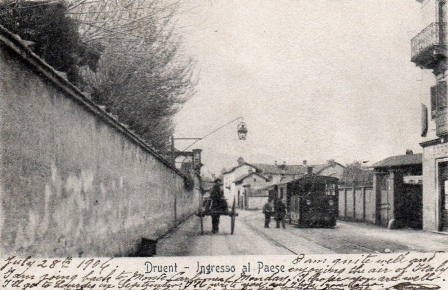
Druento, capolinea

La linea tranviaria era a binario singolo (con raddoppi ai capolinea e alla stazione di Collegno) a scartamento normale di 1445 mm, elettrificata alla tensione di 600 V cc nei tratti urbani e 1200 V cc oltre la chiesa di Lucento.
La linea era lunga 11 km tra Torino e Pianezza, mentre tra Torino e Druento era lunga 11 km. Oltre 3 km di linea erano in comune con la rete tranviaria di Torino.
La linea per Pianezza presentava una pendenza massima del 40 per mille, che sulla diramazione per Druento scendeva al 27 per mille; il raggio minimo di curva era di 50 m, che aumentava a 75 sulla diramazione per Druento. La velocità massima ammessa era di 45 km/h.

### Percorso
La tranvia partiva originariamente da piazza Statuto; successivamente il capolinea fu spostato in via Cibrario, quindi in via San Donato e nel 1901 in corso Regina Margherita all'angolo con piazza Emanuele Filiberto. La linea fu ulteriormente rettificata in seguito all'elettrificazione.
Lasciata Torino si raggiungeva Lucento (da cui si diramava la linea per Venaria), quindi si arrivava al bivio di cascina Cravetta, nel quale la linea si biforcava: da un lato, percorrendo la strada provinciale e toccando Collegno, si raggiungeva piazza Belvedere (poi Primo Maggio) a Pianezza, mentre dall'altro, passando per la località di Savonera, si raggiungeva il capolinea di Druento, situato in via Torino.

## Materiale rotabile
Sulla tranvia furono inizialmente impiegate locomotive a vapore Henschel e carrozze Cerimedo & C..
Con l'elettrificazione entrarono in servizio sulle linee per Pianezza, Druento e Venaria 6 elettromotrici e 10 rimorchiate a carrelli di costruzione Fiat Materfer; le elettromotrici, lunghe 15 metri, erano spinte da 4 motori elettrici da 175 CV ciascuno e potevano raggiungere una velocità massima di 50 km/h.
Chiuse le linee STEP i tram rimasero accantonati sino al 1954, per poi prestare servizio sulla tranvia Torino-Giaveno.